# Il cappello a tre punte (film)
Il cappello a tre punte è un film del 1934 diretto da Mario Camerini, ispirato al romanzo omonimo di Pedro Antonio de Alarcón.

## Trama
Nel Seicento il governatore spagnolo di Napoli angaria la popolazione. Tra il popolino nota una bella mugnaia di cui si invaghisce; per sedurla mette in galera Luca, il marito, ma questo riesce a evadere e, addirittura, si camuffa da governatore e penetra nel palazzo fino ad arrivare alla camera da letto della governatrice. Nel frattempo sua moglie Carmela riesce a tenere a bada il governatore che si è recato al mulino. La governatrice e Luca si mettono d'accordo per punire il fedifrago che, quando torna a casa, non riesce a farsi aprire dalle guardie che lo trattano come un impostore.

## Produzione
Girato negli stabilimenti Cines. Dopo aver visionato il film a Villa Torlonia, Mussolini impose la soppressione delle sequenze relative al malcontento popolare per le tasse e per le ruberie del governatore; caddero, naturalmente, anche le scene che rappresentavano i tumulti della plebe. Il film segna l'esordio sullo schermo per Tina Pica, che debutta all'età di 50 anni, dopo una lunga carriera teatrale.

## Critica
(Filippo Sacchi, in Corriere della Sera, 28 febbraio 1935)

## Contributi tecnici
- Ivo Perilli (aiuto regia)
- Giovanni Bianchi (ripresa sonora)
- Fernando Tropea (montaggio sonoro)

## Altre versioni

### Teatro
- El sombrero de tres picos, balletto di Manuel de Falla

### Cinema
Dalla stessa opera letteraria sono state tratte diverse versioni cinematografiche: 
- La traviesa molinera di Harry D'Abbadie D'Arrast e Ricardo Soriano (1934)
- La picara molinera di León Klimovsky (1954)
- La bella mugnaia di Mario Camerini (1955)